# Distrikt Huambalpa
Der Distrikt Huambalpa liegt in der Provinz Vilcas Huamán in der Region Ayacucho in Südzentral-Peru. Der Distrikt entstand in den Gründungsjahren der Republik Peru. Er besitzt eine Fläche von 163 km². Beim Zensus 2017 wurden 1430 Einwohner gezählt. Im Jahr 1993 lag die Einwohnerzahl bei 2083, im Jahr 2007 bei 2212. Sitz der Distriktverwaltung ist die 3262 m hoch gelegene Ortschaft Huambalpa mit 291 Einwohnern (Stand 2017). Huambalpa liegt 11 km südsüdöstlich der Provinzhauptstadt Vilcas Huamán.

## Geographische Lage
Der Distrikt Huambalpa liegt im Andenhochland südzentral in der Provinz Vilcas Huamán. Die Längsausdehnung in WNW-OSO-Richtung beträgt 27 km, die maximale Breite liegt bei 10 km. Entlang der östlichen Distriktgrenze fließt der Río Pampas in Richtung Südsüdost. Außerdem verläuft dieser auch im Südosten entlang der Distriktgrenze, dort in Richtung Ostnordost.
Der Distrikt Huambalpa grenzt im Westen an die Distrikte Cayara und Colca (beide in der Provinz Víctor Fajardo), im Norden an den Distrikt Vilcas Huamán, im Nordosten an den Distrikt Saurama, im Osten an den Distrikt Carhuanca, im Südosten an den Belén (Provinz Sucre) sowie im Süden an den Distrikt Accomarca.

## Ortschaften
Neben dem Hauptort gibt es folgende größere Ortschaften im Distrikt:
- Aqmay
- Ccyayanto
- Esconro
- Huamanmarca
- Huanquispa
- Limareq
- Raymina
- San Antonio de Cocha (332 Einwohner)
- Santa Rosa de Anta